# Chambeyronia macrocarpa
Chambeyronia macrocarpa är en enhjärtbladig växtart som först beskrevs av Adolphe-Théodore Brongniart, och fick sitt nu gällande namn av Eugène Vieillard och Odoardo Beccari. Chambeyronia macrocarpa ingår i släktet Chambeyronia och familjen Arecaceae.
Artens utbredningsområde är Nya Kaledonien. Inga underarter finns listade i Catalogue of Life.

## Bildgalleri

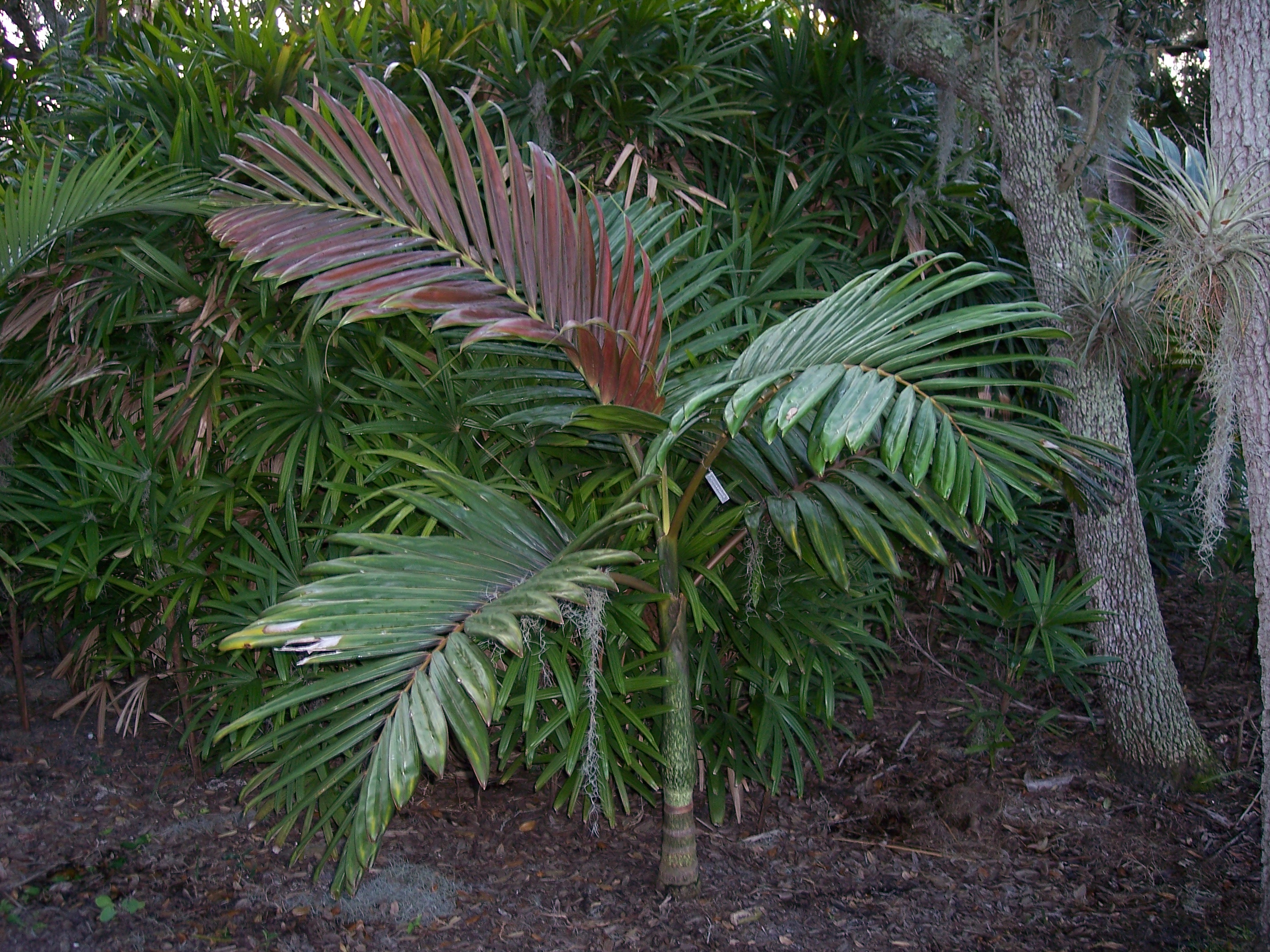
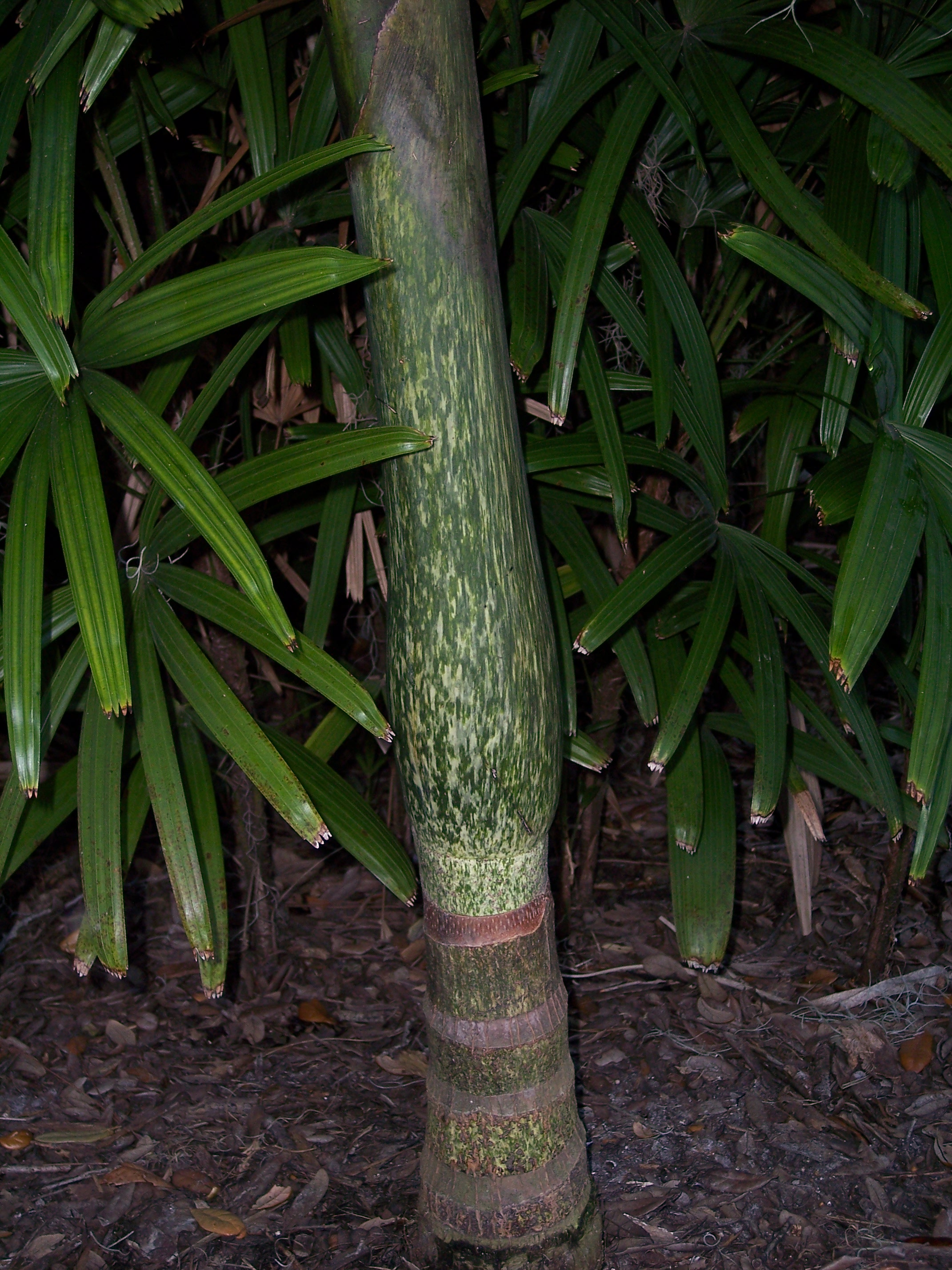
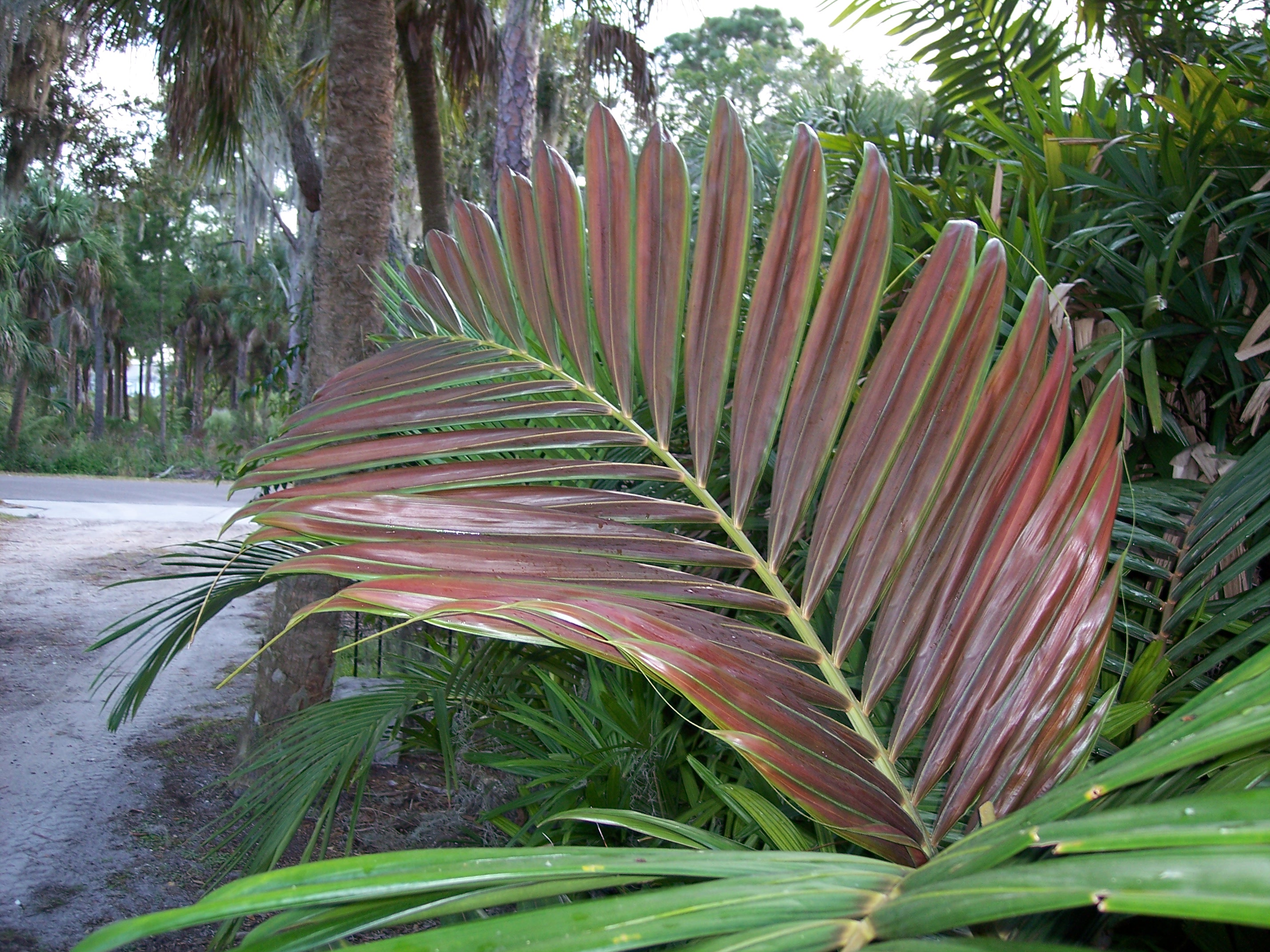
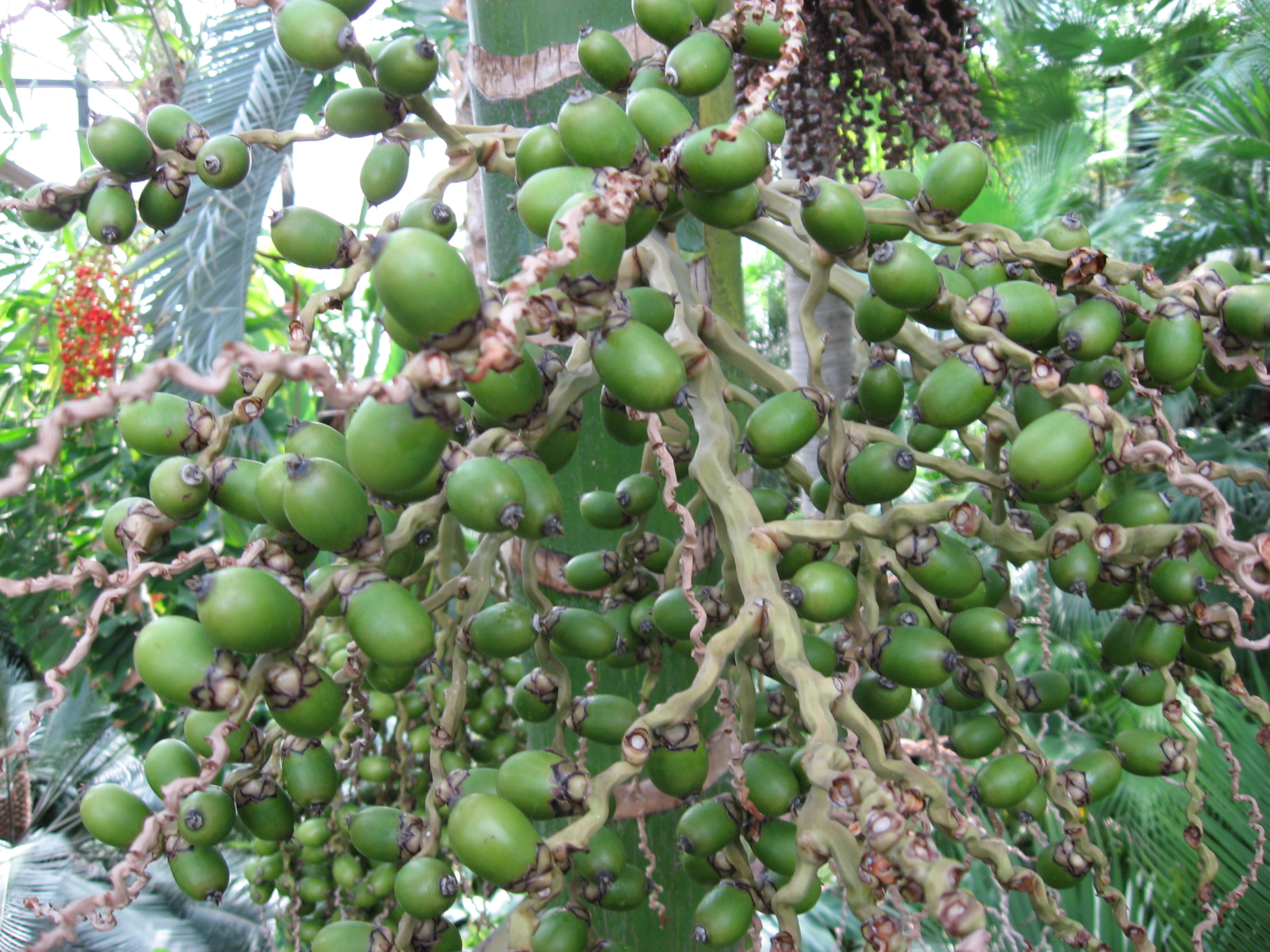